# Danizy

Danizy este o comună în departamentul Aisne din nordul Franței. În 1 ianuarie 2022 avea o populație de 624 de locuitori.